# Brachypelma smithi
Il Brachypelma smithi (F. O. P.-Cambridge, 1897) è un ragno del sottordine delle Mygalomorphae. Si trova nelle zone desertiche del Messico. Grosso ragno terricolo, può raggiungere i 15-16 cm di legspan di colore di fondo marrone scuro tendente al nero, con peli più lunghi sull'opistosoma di colore arancione. Vicino alle articolazioni di ciascuna zampa e dei pedipalpi sono presenti delle fasce arancioni come arancione è il contorno del cefalotorace. Non è presente alcun dimorfismo sessuale tra maschio e femmina, anche se il maschio è in genere più snello e affusolato.

## Tassonomia
La specie fu descritta per la prima volta da Frederick Pickard-Cambridge nel 1897 come Eurypelma smithi. Fu raccolta a Dos Arroyos, Guerrero, Messico, da H. H. Smith. Nel 1903, Reginald Pocock la trasferì al genere Brachypelma. Pickard-Cambridge identificò il campione tipo come femmina, ma nel 1968 si notò che era in realtà un maschio immaturo. Nel 1994, A. M. Smith confermò che l’olotipo era un maschio immaturo e ridefinì la specie usando due campioni diversi: un maschio e una femmina adulti. Tuttavia, i campioni utilizzati non possono ora essere trovati e appartenevano a una specie diversa, B. hamorii. Anche prima della descrizione di Smith, B. hamorii era stata erroneamente identificata come B. smithi.
Le due specie presentano schemi di colore molto simili. Viste dall’alto, le chelicere di B. hamorii mostrano due bande rosa brunastre su uno sfondo grigiastro, non visibili in tutti gli individui, mentre B. smithi non ha queste bande. I maschi adulti delle due specie possono essere distinti dalla forma del bulbo palpare: quello di B. smithi è più dritto e ha una forma a cucchiaio ampia, mentre in B. hamorii il bulbo ha una forma diversa. Nelle femmine adulte di B. smithi, la base della spermateca è divisa e subtriangolare, rispetto all’ellittica di B. hamorii, e il lato ventrale è striato anziché liscio.
Brachypelma annitha è stata descritta come una specie separata nel 1997, ma ora è considerata conspecifica con B. smithi.

## DNA barcoding
Il DNA barcoding è stato applicato ad alcune specie messicane di Brachypelma. In questo approccio, viene utilizzata una porzione di circa 650 paia di basi del gene mitocondriale citocromo ossidasi I (COI), principalmente per identificare specie esistenti, ma anche per supportare la separazione tra specie. Nel 2017, Mendoza e Francke hanno dimostrato che, sebbene B. smithi e B. hamorii siano simili nell’aspetto esteriore, sono chiaramente distinti da alcuni aspetti morfologici e dai loro codici a barre del DNA, anche se la supposta specie B. annitha è inclusa in B. smithi.

## Distribuzione e habitat
Brachypelma smithi e la molto simile B. hamorii si trovano lungo la costa pacifica del Messico, sui lati opposti del bacino del fiume Balsas, mentre si apre sul Pacifico. B. smithi si trova a sud, nello stato di Guerrero. L’habitat naturale della specie è nelle foreste tropicali decidue collinari. Costruisce o estende tane sotto rocce e radici degli alberi, tra cespugli folti e foreste decidue.
Le tane profonde le proteggono dai predatori, come il nasua comune, e le consentono di tendere imboscate a prede in movimento, come insetti grandi, rane e topi. Le femmine trascorrono la maggior parte della loro vita nelle loro tane. Le tane si trovano solitamente in prossimità della vegetazione e consistono in un’unica entrata con un tunnel che conduce a una o due camere. L’entrata è leggermente più grande della dimensione del corpo del ragno. Il tunnel, lungo circa tre volte l’apertura delle zampe della tarantola, conduce a una camera sufficientemente ampia per permettere al ragno di mutare in sicurezza. Più in fondo, attraverso un tunnel più corto, si trova una camera più grande dove il ragno riposa e si nutre delle sue prede. Quando la tarantola ha bisogno di privacy, ad esempio durante la muta o la deposizione delle uova, l’entrata viene sigillata con seta, a volte integrata con terra e foglie.

## Conservazione
Nel 1985, B. smithi (allora non distinta da B. hamorii) fu inserita nell’Appendice II della CITES e nel 1994 furono aggiunte tutte le restanti specie di Brachypelma. Grandi quantità di tarantole messicane dal ginocchio rosso catturate in natura continuano a essere contrabbandate fuori dal Messico. Si riporta che almeno 3.000 esemplari di tarantole messicane siano stati inviati negli Stati Uniti o in Europa alcuni anni prima del 2017, la maggior parte delle quali erano tarantole messicane dal ginocchio rosso.